# Paolo Butigella
Paolo Butigella (ur. 1475,  zm. 9 października 1531) – włoski dominikanin, inkwizytor, czterdziesty drugi generał zakonu dominikańskiego.
Pochodził z Pawii. Do zakonu dominikańskiego wstąpił w 1494 w konwencie Santa Maria degli Angeli w Ferrarze, należącym do Kongregacji Lombardzkiej, reprezentującej zreformowaną, obserwancką gałąź zakonu. Dwukrotnie (1516–1518 i ponownie 1522–1524) sprawował funkcję wikariusza generalnego tej Kongregacji. Uczestniczył w kapitułach generalnych zakonu w Mantui w 1516 i w Forli w 1522. W latach 1520–1522 był przeorem konwentu San Domenico w Bolonii. Papież Klemens VII w dniu 31 grudnia 1525 mianował go inkwizytorem Ferrary i Modeny, a 23 lutego 1529 mianował go wikariuszem generalnym całego zakonu dominikańskiego. Podczas obrad kapituły generalnej w Rzymie w czerwcu 1530 wybrano go generałem zakonu dominikanów. Pełnił tę funkcję zaledwie rok. Zmarł w Neapolu w wieku 56 lat.